# Evoluzione chimica
Con il termine evoluzione chimica si possono designare due differenti teorie. 
La prima si riferisce alle teorie di evoluzione degli elementi chimici nell'universo, subito dopo il Big Bang e attraverso la nucleosintesi nelle stelle e nelle supernove.
Il secondo uso del termine (anche detto chemiosintesi) sta ad indicare le ipotesi per spiegare come la vita si possa essere sviluppata ed evoluta dalla non-vita. Vari esperimenti sono stati effettuati per mostrare i vari aspetti di questo processo, i primi dei quali furono compiuti dal chimico Stanley Miller nel 1953 e denominati attualmente esperimento di Miller. Tuttavia sono stati così ottenuti solamente mattoncini organici molto semplici. L'obiettivo è quello di ottenere molecole complesse fortemente organizzate.
l’evoluzione chimica spiega, infatti, la comparsa delle biomolecole in un modo diverso da come viene affrontata nella teoria extraterrestre, secondo questa, appunto, le biomolecole si sarebbero originate grazie alle particolari condizioni, anche climatiche, presenti sul pianeta terra primordiale.
alcuni scienziati, successivamente, hanno cercato di ricreare queste condizioni anche in laboratorio.
L'ipotesi è che semplici composti possano catalizzare la creazione di copie di se stessi (qualcosa di simile alla formazione di un cristallo o di un polimero) in un ambiente ricco dei necessari materiali. A seguito della replicazione, possono essere creati alcuni composti con leggere differenze casuali, simili alla mutazione biologica. Questi replicatori potrebbero aver prodotto protocellule.